# Zefiryn
Zefiryn – imię męskie pochodzenia greckiego. Jest to imię teoforyczne, utworzone za pomocą sufiksu -inus od imienia greckiego boga wiatru zachodniego, Zefira (gr. Zéphyros).
Imię nadane sporadycznie. W styczniu 2025 r. w rejestrze PESEL, wśród publicznie dostępnych danych dotyczących osób żyjących, wykazano 47 mężczyzn o imieniu Zefiryn nadanym jako imię pierwsze oraz 47 mężczyzn noszących imię Zefiryn jako imię drugie.
W innych językach:
- łacina – Zephyrinus[4]
- język francuski – Zéphirin, Zéphyrin[4]
- język hiszpański – Ceferino, Cefirino[4].

Forma żeńska: Zefiryna.
Zefiryn imieniny obchodzi 26 sierpnia i 20 grudnia.

## Mężczyźni o imieniu Zefiryn
- papież Zefiryn,
- Zefiryn Ćwikliński – malarz Tatr.